# Давыдова-Медене, Леа Матисовна
Леа Давыдова-Медене (латыш. Lea Davidova-Medene; 31 марта 1921 — 31 июля 1986) — советский и латвийский скульптор. Заслуженный деятель искусств Латвийской ССР (1966).

## Биография
Леа Давыдова-Медене родилась 31 марта 1931 года в Сатиньской волости Кулдигского уезда (ныне Новадниекская волость Салдусского края Латвии).
Окончила Отделение скульптуры Латвийской государственной академии художеств (мастерская Теодора Залькална, 1949).
Член Союза художников Латвийской ССР (с 1956), заслуженный деятель искусств Латвийской ССР (1966), лауреатка Государственной премии Латвийской ССР за скульптурные портреты современников (1965).
Супруг — поэт Янис Меденис.
Умерла 31 июля 1986 года в Риге, похоронена на Чапатайском кладбище в Салдусе.

## Основные работы

«Теодор Залькалн», гранит.
Скульптор
Леа Давыдова-Медене (1967)

Наиболее известные работы: скульптурные портреты дирижёра Л. Вигнера (1955), скульптора Л. Буковского (1957), актёра Я. Осиса (1957), графика П. Упита (1960), поэтессы М. Кемпе (1961), скульпторов К. Земдеги (1962), Э. Мелдериса (1978), режиссёра Э. Смильгиса (1974) и актёра Э. Валтерса (1976).
В Риге, у входа в выставочный центр «Арсенал», установлен гранитный бюст Теодора Залькална (1967).
Памятник латышскому писателю, фольклористу и общественному деятелю Кр. Барону в рижском Верманском парке (1985), надгробный памятник Ф. Деглаву на кладбище Райниса (1959).

## Примечания

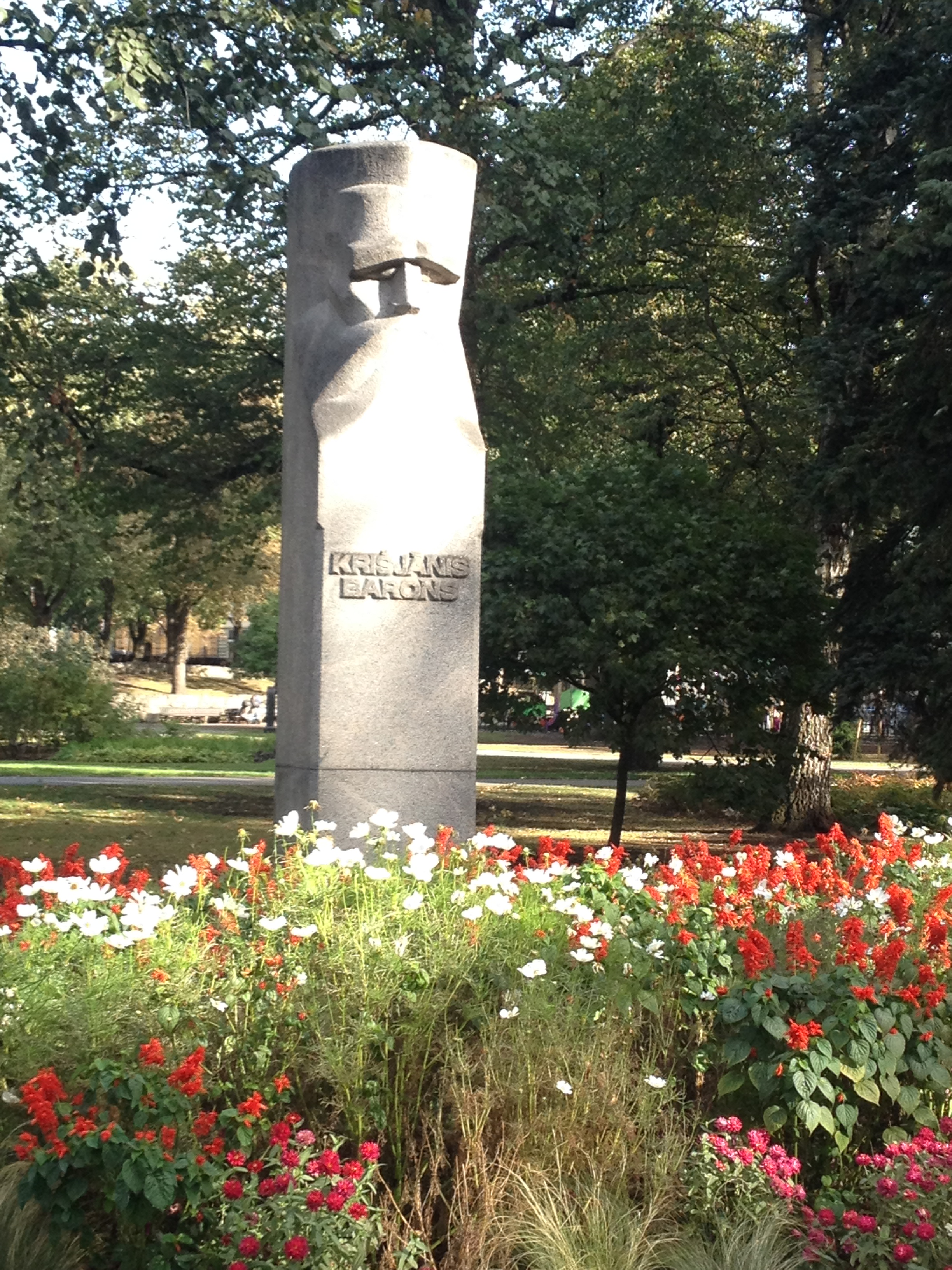
Памятник Кришьяну Барону в Верманском парке